# Hudson 112

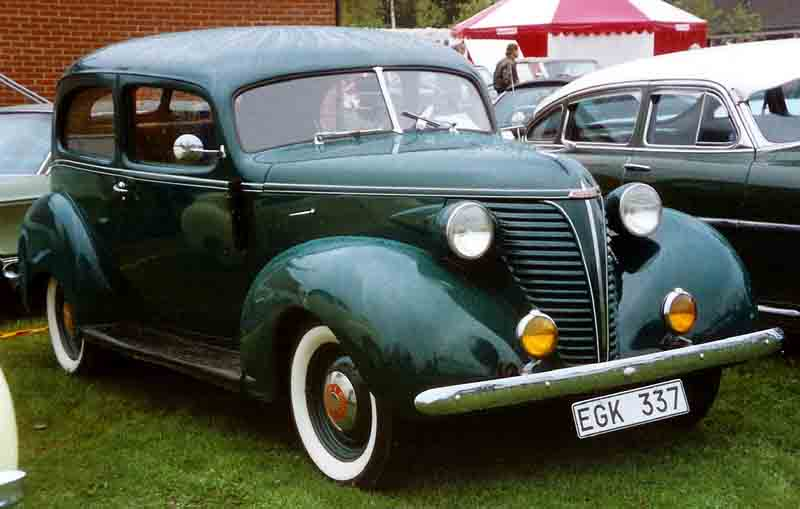
Hudson 112 Brougham-Limousine 2 Türen Modell 89 (1938)

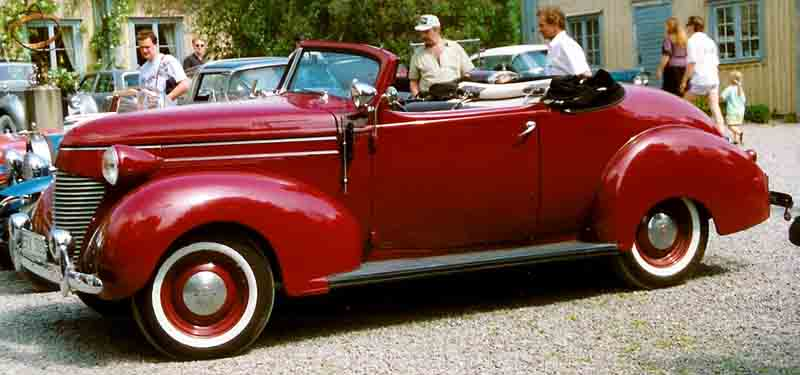
Hudson 112 Cabriolet Modell 90 (1939)

Der Hudson 112 bezeichnet eine Serie von Sechszylinder-Automobilen, die die Hudson Motor Car Co. in Detroit in den Modelljahren 1938 und 1939 fertigte. Der Name des Fahrzeugs leitet sich aus seinem Radstand (112 Zoll) her. Er war Hudsons preisgünstigste Modellreihe und in zwei Ausstattungslinien (Standard und DeLuxe) erhältlich.
Das Modell 89 hatte einen Radstand von 2845 mm und einen Reihensechszylindermotor mit seitlich stehenden Ventilen, 2868 cm³ Hubraum (Bohrung × Hub = 76,2 mm × 104,8 mm) und einer Leistung von 86 bhp (63 kW) bei 4000/min. Über eine Einscheiben-Ölbadkupplung wurde die Motorkraft an ein Dreiganggetriebe (mit Mittelschaltung) und dann an die Hinterräder weitergeleitet. Die hydraulischen Bremsen wirkten auf alle vier Räder. Ein halbautomatisches Vorwahlgetriebe war als Sonderausstattung verfügbar.
Wie bei den meisten anderen Hudson-Modellen dieses Jahrgangs gab es vorwiegend 2-türige Aufbauten, aber auch eine 4-türige Limousine. Das Standard-Modell hatte ein lackiertes Armaturenbrett und lackierte Fenstereinfassungen, während diese Teile beim DeLuxe-Modell aus Walnuss-Holz waren. Außerdem hatten die DeLuxe-Modelle einen hochwertigeren Polsterstoff.
Der 112 feierte 1938 auch sportliche Erfolge: In Bonneville Flats heimste er mit 80,5 mph (128,96 km/h) Durchschnittsgeschwindigkeit den Stundenrekord für Klasse-D-Fahrzeuge ein und legte in 12 Tagen 32.564 km mit einer Durchschnittsgeschwindigkeit von 70,58 mph (113,5 km/h) zurück. Außerdem war er als Pace Car bei Indy 500-Rennen eingesetzt.
1939 behielt der 112 (Modell 90) als einzige Baureihe der Hudson-Modellpalette das Vorjahresstyling mit separat stehenden Scheinwerfern bei. Neu waren nur Abdeckungen oben am Kühlergrill und die Lenkradschaltung.
Die Nachfolger des 112 für das Modelljahr 1940 hießen Traveller Six und DeLuxe Six.